# 1948年の野球
1948年の野球（1948ねんのやきゅう）では、1948年の野球界における動向をまとめる。

## 競技結果

### 日本プロ野球

#### ペナントレース
1948年のペナントレースは8球団による20試合ずつの総当たり制の140試合で行われた。
| 順位 | 球団             | 勝 | 敗 | 分 | 勝率 | 差   |
| ---- | ---------------- | -- | -- | -- | ---- | ---- |
| 優勝 | 南海ホークス     | 87 | 49 | 4  | .640 | -    |
| 2位  | 読売ジャイアンツ | 83 | 55 | 2  | .601 | 5.0  |
| 3位  | 大阪タイガース   | 70 | 66 | 4  | .515 | 17.0 |
| 4位  | 阪急ブレーブス   | 66 | 68 | 6  | .493 | 20.0 |
| 5位  | 急映フライヤーズ | 59 | 70 | 11 | .457 | 24.5 |
| 6位  | 大陽ロビンス     | 61 | 74 | 5  | .452 | 25.5 |
| 7位  | 金星スターズ     | 60 | 73 | 7  | .451 | 25.5 |
| 8位  | 中日ドラゴンズ   | 52 | 83 | 5  | .385 | 34.5 |

#### 個人タイトル
| タイトル     | 選手              | 球団 | 成績      |
| ------------ | ----------------- | ---- | --------- |
| 最優秀選手   | 山本一人          | 南海 |           |
| 沢村栄治賞   | 中尾碩志          | 巨人 |           |
| 首位打者     | 青田昇            | 巨人 | .306      |
| 最多本塁打   | 青田昇 川上哲治   | 巨人 | 25本      |
| 最多打点     | 藤村富美男        | 大阪 | 108打点   |
| 最多盗塁     | 河西俊雄          | 南海 | 66盗塁    |
| 最多安打     | 青田昇            | 巨人 | 174安打   |
| 最高出塁率   | 山本一人          | 南海 | .399      |
| 最優秀防御率 | 中尾碩志          | 巨人 | 1.84      |
| 最多勝利     | 中尾碩志 川崎徳次 | 巨人 | 27勝      |
| 最多奪三振   | 中尾碩志          | 巨人 | 187奪三振 |
| 最高勝率     | 別所昭            | 南海 | .722      |

#### ベストナイン
| 守備位置 | 選手                     | 球団           |
| -------- | ------------------------ | -------------- |
| 投手     | 別所昭 真田重男 中尾碩志 | 南海 大陽 巨人 |
| 捕手     | 土井垣武                 | 大阪           |
| 一塁手   | 川上哲治                 | 巨人           |
| 二塁手   | 千葉茂                   | 巨人           |
| 三塁手   | 藤村富美男               | 大阪           |
| 遊撃手   | 木塚忠助                 | 南海           |
| 外野手   | 青田昇                   | 巨人           |
| 外野手   | 別当薫                   | 大阪           |
| 外野手   | 坪内道則                 | 金星           |

### 東京六大学野球
- 春 - 神宮・後楽園・東大・戸塚・和泉の各球場を使用。
  - 早大が9勝4敗で優勝。
- 秋 - 神宮・東大・和泉の各球場を使用。
  - 法大が10勝2敗で優勝。

### 旧制高校野球
- 最後の一高・三高野球戦を開催（通算成績は三高19勝、一高18勝、2分け）

### 新制高校野球
- 第20回選抜高等学校野球大会決勝（阪神甲子園球場・4月6日）
京都第一商業（京都府） 1-0 京都第二商業（京都府）
- 第30回全国高等学校野球選手権大会決勝（阪神甲子園球場・8月20日）
小倉（福岡県） 1-0 桐蔭（和歌山県）

### メジャーリーグ
- ワールドシリーズ

## できごと
- 日本プロ野球においてフランチャイズ制が暫定導入される。

### 1月
- 1月7日 - 太陽ロビンスが「大陽ロビンス」に改称[2]。
- 1月10日 - 大映が日本野球連盟に加入申請[2]。

### 2月
- 2月20日 - 大映が東急フライヤーズと合併、「急映フライヤーズ」に[2]。
- 2月26日 - 金星スターズが国民野球連盟の大塚アスレチックスと球団合併。国民野球連盟は解散に[2]。

### 4月
- 4月6日 - 選抜高等学校野球大会の決勝戦が阪神甲子園球場行われ、京都府同士の学校の対戦となり、京都市立第一商業学校が京都市立第二商業学校を延長11回、1対0のサヨナラ勝ちで、優勝達成。
- 4月14日 - 読売ジャイアンツの中尾碩志が対南海戦で日本プロ野球通算1500投球回、史上6人目[3]。

### 5月
- 5月1日 - 巨人の中尾碩志が対阪急戦で日本プロ野球通算100勝、史上5人目[3]。
- 5月16日 -巨人の川上哲治が対金星スターズ戦（仙台）の1回に2ラン本塁打と3ラン本塁打を放ち、日本プロ野球新記録の1イニング5打点[4]。1イニング2本塁打は日本プロ野球初[5]。
- 5月28日 - 巨人の川崎徳次が対中日ドラゴンズ戦で、日本プロ野球通算1000投球回、史上26人目[3]。
- 5月28日 - 阪急の天保義夫が対南海戦で日本プロ野球通算1000投球回、史上27人目[3]。
- 5月29日 - 巨人の川崎徳次が対中日戦で、9回裏無死一塁の場面で登板、中日の杉山悟への初球を逆転サヨナラ2ラン本塁打されサヨナラ負け。日本プロ野球史上初の1球による敗戦を記録、スコアは13対12。

### 6月
- 6月10日 - 阪急の森弘太郎が対 金星スターズ戦で日本プロ野球通算100勝、史上6人目[3]。
- 6月25日 - 金星のヴィクトル・スタルヒンが対太陽戦で日本プロ野球通算2500投球回、史上3人目[3]。

### 7月
- 7月5日 - 中日の山本尚敏が対阪急戦の8回に代走で登場した際と、その後打者一巡で打席が回り、安打を放ち出塁した際にそれぞれ二盗を記録、1イニング2度の二盗は日本プロ野球史上初。この試合で阪急の森弘太郎が日本プロ野球通算1500投球回、史上7人目[3]。
- 7月10日 - 巨人は対太陽戦で6月27日の対急映戦から球団新記録の9試合連続2桁安打[3]。
- 7月19日 - 急映の白木義一郎が対巨人戦で日本プロ野球通算1000投球回、史上28人目[3]。

### 8月
- 8月2日 - 阪神の若林忠志が対太陽戦で日本プロ野球史上初の通算3000投球回[3]。
- 8月13日 - 株式会社「中部日本スタヂアム」が設立登記[2]。
- 8月17日 - ルー・ゲーリック・スタジアムにおいて、日本プロ野球史上初のナイター試合、巨人対中日ドラゴンズ戦が行われ、3対2で中日が勝利している（プロ野球ナイター記念日） 。
- 8月11日 - 太陽対大阪戦は太陽木下勇と大阪の若林忠志の投げ合いで、両チーム合わせて165球の公式記録としては[6]最少投球数で試合を終わらせている[7]。
- 8月20日 - 全国高等学校野球選手権大会の決勝戦が行われ、福岡県の福岡県立小倉高等学校が和歌山県の和歌山県立桐蔭高等学校を1対0で勝利し優勝達成。
- 8月24日 - 大阪タイガースの梶岡忠義投手が対南海ホークス戦を明治神宮野球場でノーヒットノーランを達成[8]。
- 8月28日 - 中日は対阪神戦（西宮）で、球団新記録の4試合連続延長戦[3]。

### 9月
- 9月3日 - 阪急の野口二郎が対太陽戦で日本プロ野球通算200勝、史上3人目[3]。
- 9月6日 - 大陽ロビンスの真田重男が対大阪戦（甲子園球場）においてノーヒットノーラン達成。
- 9月5日 - 巨人は対南海戦（後楽園）で9月2日の対中日戦から球団タイ記録の4試合連続完封勝利と、8月29日対阪急戦の6回からこの日の9回まで球団新記録の40イニング無失点[3]。
- 9月12日 - 金星スターズの坪内道則が対南海戦で日本プロ野球史上初の通算1000試合出場、1リーグ時代では唯一[3]。
- 9月25日 - 阪神の御園生崇男が対金星戦で日本プロ野球通算1500投球回、史上8人目[3]。
- 9月28日 - 金星の坪内道則が対阪急戦で日本プロ野球史上初の通算1000安打[3]。

### 10月
- 10月2日 - 大阪の藤村富美男が対金星戦（甲子園）において、日本プロ野球史上初のサイクル安打を達成[9]。
- 10月15日 - 太陽の真田重蔵が対巨人戦で日本プロ野球通算1500投球回、史上9人目[3]。
- 10月16日 - 巨人がこの日の対太陽戦（大須）で球団記録（2012年現在）の1試合27安打と、最多得点の26点、14日からの同カード3連戦の合計で56安打で連続3試合安打の最多球団記録（2012年現在）。7本塁打は当時の球団新記録。試合は26対5で巨人が勝利[3]。
- 10月19日 - 巨人の中尾碩志が対金星戦で日本プロ野球通算1000奪三振、史上3人目[3]。

### 11月
- 11月7日 - 巨人の藤本英雄が対大阪戦で日本プロ野球通算100勝、史上7人目[3]。
- 11月8日 - 南海ホークスが対阪急戦（甲子園）に勝利し、2年ぶり2度目の優勝を達成する。

### 12月
- 12月2日 - 中日球場が開場。
- 12月21日 - 急映フライヤーズから大映が分離し、大映は金星スターズと合併し、名称は「大映スターズ」に。急映フライヤーズは名称を前年までの東急フライヤーズに戻す[2]。

## 誕生

### 1月
- 1月1日 - 阿野鉱二
- 1月3日 - 末永吉幸
- 1月4日 - 長井繁夫
- 1月8日 - 淵上澄雄（+ 2019年）
- 1月16日 - 堀内恒夫
- 1月16日 - 小金丸満
- 1月20日 - 加藤俊夫

### 2月
- 2月13日 - 服部敏和
- 2月26日 - 門田博光（+ 2023年）
- 2月26日 - 河村健一郎

### 3月
- 3月4日 - レロン・リー
- 3月10日 - 大原和男
- 3月15日 - 堀井和人
- 3月31日 - 古沢憲司（+ 2023年）

### 4月
- 4月3日 - 玉国光男
- 4月6日 - 山本晴三
- 4月10日 - 西村公一
- 4月12日 - 桜井輝秀
- 4月20日 - 成重春生
- 4月27日 - 米山哲夫
- 4月28日 - 水谷孝

### 5月
- 5月10日 - 李源国
- 5月15日 - 江夏豊
- 5月15日 - 高橋二三男（+ 2022年）
- 5月17日 - 高橋里志（+ 2021年）
- 5月17日 - カルロス・メイ
- 5月21日 - 柳田真宏
- 5月24日 - 加藤秀司
- 5月29日 - 伊熊博一（+ 2010年）
- 5月30日 - 田尻茂敏

### 6月
- 6月2日 - ジャック・ピアース（+ 2012年）
- 6月6日 - 奥柿幸雄
- 6月14日 - 吉江喜一（+ 2018年）
- 6月17日 - 深沢修一
- 6月17日 - デーブ・コンセプシオン
- 6月23日 - 新井昌則
- 6月23日 - 大場隆広（+ 2016年）

### 7月
- 7月7日 - 流敏晴（+ 2016年）
- 7月12日 - 上田卓三
- 7月29日 - 山田久志

### 8月
- 8月2日 - 矢沢正
- 8月12日 - 石渡茂
- 8月12日 - 中山孝一
- 8月23日 - 宇田東植

### 9月
- 9月12日 - 岩崎忠義
- 9月19日 - 三村敏之（+ 2009年）

### 10月
- 10月2日 - 稲葉光雄（+ 2012年）
- 10月6日 - 望月充
- 10月8日 - バーニー・ウイリアムス
- 10月11日 - 西本明和

### 11月
- 11月3日 - リック・クルーガー

## 死去
- 11月23日 - ハック・ウィルソン（* 1900年）